# Limnophila nebulicola
Limnophila nebulicola là một loài ruồi trong họ Limoniidae. Chúng phân bố ở miền Australasia.